# Henry Bathurst, III conte Bathurst
Henry Bathurst, 3º conte Bathurst (Londra, 22 maggio 1762 – Londra, 27 luglio 1834), è stato un politico britannico.
Per trent'anni fu parlamentare e divenne noto per essere uno dei principali elementi della politica coloniale britannica della sua epoca. Pessimo relatore nei dibattiti, si dimostrò ad ogni modo un amministratore competente, rimanendo leale al governo centrale più di molti suoi contemporanei. Amico personale di William Pitt il Giovane, divenne un personaggio chiave durante l'era napoleonica. Dopo le guerre napoleoniche, Bathurst si distinse nell'ala conservatrice del partito dei Tory.

## Biografia

### I primi anni e l'educazione
Lord Bathurst era il primogenito di Henry Bathurst, II conte Bathurst, e di sua moglie Tryphena Scawen, figlia di Thomas Scawen. Studiò al college di Eton dal 1773 al 1778 e quindi al Christ Church di Oxford. Durante gli anni del college ebbe modo di avere come compagni di studi William Wyndham Greville, Richard, lord Wellesley e Canon Bathurst, suo cugino. I suoi sentimenti e la sua tempra vennero fortemente forgiati dall'inizio della Rivoluzione industriale dell'epoca. La Gran Bretagna aveva da poco perduto le Tredici Colonie ma aveva ottenuto un impero ben più grande ad est. Uomo dal carattere affabile, Bathurst era noto in società anche per il suo squisito senso dello humour. Fu un bibliofilo, tratto che ereditò dai suoi genitori; già suo padre aveva infatti raccolto una notevole biblioteca, mentre sua madre si era interessata alla letteratura artistica. Non particolarmente religioso, Bathurst all'età di 16 anni il 22 aprile 1779 si diplomò al Christ Church. Dal 1780 si trasferì a Sapperton, dove la sua famiglia acquistò una casa, nonché uno stallo alla cattedrale del Cristo Re locale. Nel 1781, intanto, aveva deciso di imbarcarsi in un Grand Tour in Europa. Senza larearsi, Bathurst lasciò Oxford per la Germania, viaggiando al fianco di Greville. Dalla Svizzera si portò in Italia per poi portarsi a Parigi. Essendo venuto a conoscenza del fatto che il governo di William Petty, II conte di Shelburne era stato costretto a dimettersi per la coalizione Fox–North, Bathurst decise di fare ritorno a Londra nel febbraio del 1783.
Deciso ad entrare in politica, fu un grande ammiratore del patriottismo e dell'oratoria dell'ancora giovane William Pitt. Bathurst ne stimava le idee, ma si rifiutò di aderire subito al suo partito. Aderì all'idea che la schiavitù fosse ormai da considerarsi come un fatto superato, ma votò per l'estensione della franchigia ad essa relativa distinguendosi così come l'uomo delle contraddizioni che univa un anglicanesimo "alla vecchia maniera" con slanci d'innovazione.

### La carriera politica
Lord Apsley divenne membro del parlamento inglese per la circoscrizione di Cirencester nel luglio del 1783, all'età di 21 anni, ma si rifiutò di servire nel governo Whig per la sua amicizia col tory William Pitt il Giovane. Si schierò contro l'East India Bill.
Nel frattempo, dal 1783 al 1789, fu uno dei lords dell'ammiragliato. Nel 1790, il 18 aprile, votò favorevolmente all'abrogazione della schiavitù nei territori britannici, mentre si oppose al Test Act in Scozia. Il 3 giugno 1791 fece parte della commissione che accusò il principe di Galles di appropriazione indebita, ma dovette assentarsi poco dopo dalla vita politica per l'improvvisa malattia del padre.
Membro della Board of Control dal 1793, Pitt gli concesse un salario poco dopo. Nella Camera dei Comuni fu un pessimo oratore il che fu per lui un ostacolo nell'avanzamento verso i grandi offici di governo. Alla morte del padre nel 1794, lord Mornington gli offrì il governatorato di Madras ma dovette rifiutare a causa dell'opposizione di sua moglie di trasferirsi in India.
Quando venne paventata una possibile invasione dell'Inghilterra da parte di Napoleone Bonaparte, si pose a capo della cavalleria volontaria di Cirencester. Quando a Pitt venne chiesto di riprendere la sua posizione come primo ministro, nel maggio del 1804 egli scelse di ricorrere a Basthurst per la posizione di Master of the Mint. La morte dell'amico nel gennaio del 1806, spinse Bathurst ad abbandonare però la politica.
Nominato presidente della Board of Trade nel marzo del 1807, uno dei primi problemi che Bathurst si trovò ad affrontare fu il contrasto del Sistema Continentale di Napoleone ed il libero commercio.
Master of the Mint durante i ministeri di William Cavendish-Bentinck, III duca di Portland e di Spencer Perceval, nel giugno del 1812 divenne Segretario di Stato per la Guerra e le Colonie sotto il governo di Lord Liverpool sino a quanto quest'ultimo non venne costretto a dimettersi nell'aprile del 1827.
Bathurst, che si era fatto conoscere nella condotta tenuta dal suo ufficio nel corso della guerra peninsulare in Spagna all'epoca di Napoleone, addossò alla politica di sir George Prévost il crollo economico del Nord America britannico dopo lo scoppio della guerra del 1812. Egli ordinò il rimpiazzo dei Provincial Marines coi membri della Royal Navy, autorizzando l'occupazione della regione dei Grandi Laghi. Si mantenne sulla difensiva sino a quando Napoleone non venne mandato sull'Elba nel 1814.

### Un tory liberale
Bathurst riorganizzò il suo dipartimento sotto la guida del capace sottosegretario Henry Goulburn. Il successore di quest'ultimo, Wilmot Horton, si trovò ancora maggiormente favorito sotto il ministero Bathurst il quale gli delegò quasi ogni affare del ministero. Per impedire che i tories si dividessero sulla decisione di Pitt di restituire la colonia di Capo di Buona Speranza nel febbraio del 1801, votò per mantenere l'Aliens Act 1793. Accettò il trattato di pace di Amiens del 1802.
Nel 1817 organizzò una commissione diretta in Australia predisposta ad investigare lo status dei detenuti in loco e finì per attuare dei cambi di amministrazione nella colonia. Giorgio III gli concesse per questo l'ordine della Giarrettiera nel 1817.

### Fine della schiavitù?
La posizione ufficiale di Bathurst lo portò al centro delle discussioni sull'abolizione della schiavitù, animato da profondo spirito. In suo nome venne chiamato il villaggio di Bathurst, Eastern Cape.
L'attuale capitale del Gambia, Banjul, era originariamente chiamata Bathurst in suo onore. Fu Lord Presidente del Consiglio durante il governo di Arthur Wellesley, I duca di Wellington, dal 1828 al 1830, e favorì l'abolizione delle leggi restrittive nei confronti dei cattolici. Il 18 marzo si distinse per un discorso che fece pubblicamente per le condizioni nelle quali Napoleone era stato inviato a Sant'Elena, battendosi per le condizioni troppo dure in cui l'imperatore vessava durante il suo esilio-prigionia.
Fu ad ogni modo uno strenuo oppositore del Reform Bill del 1832. Il conte, che aveva quattro figli e due figlie, morì il 27 luglio 1834 nella sua casa di Londra, al n.16 di Arlington Street, a Piccadilly. Venne sepolto nell'abbazia di Cirencester. Charles Greville stese il suo encomio che venne poi pubblicato nelle sue Memoirs.

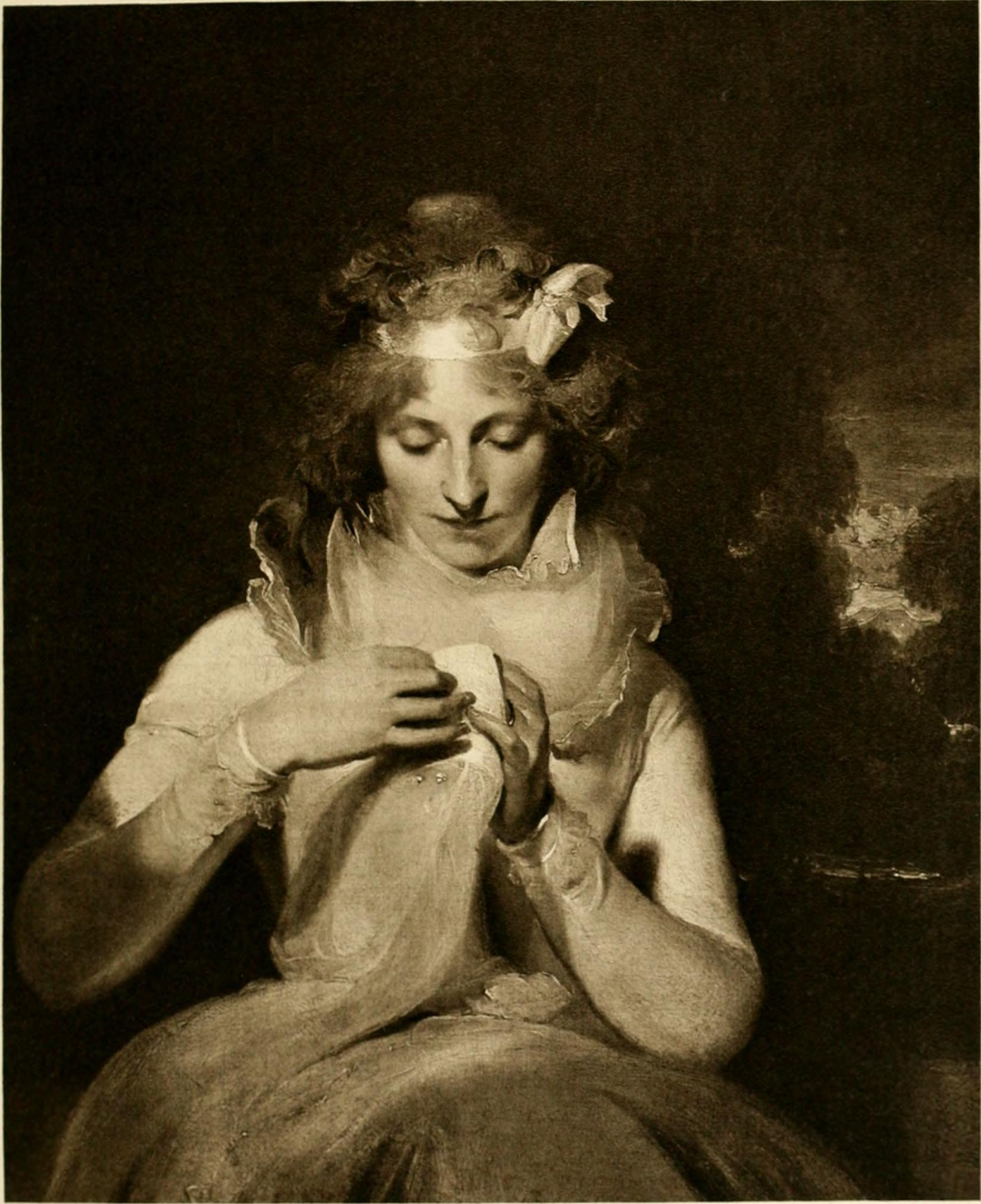
Ritratto di Georgina Lennox, di Thomas Gainsborough

## Famiglia
Sposò, il 1 aprile 1789, Lady Georgiana Lennox (6 dicembre 1765-20 gennaio 1841), figlia di Lord George Henry Lennox. Ebbero sei figli:
- Henry Bathurst, IV conte Bathurst (24 febbraio 1790-25 maggio 1866);
- William Bathurst, V conte Bathurst (14 febbraio 1791-24 febbraio 1878);
- Louisa Georgina (1792–27 marzo 1874);
- Peter George Allen (1794–1796);
- Thomas Seymour (22 ottobre 1793-10 aprile 1834), sposò Julia Hankey, ebbero due figli;
- Emily Charlotte (1798–1 febbraio 1877), sposò Frederick Cavendish Ponsonby, ebbero due figli;
- Charles (21 gennaio 1802-28 febbraio 1842), sposò Lady Emily Bertie, non ebbero figli.

## Morte
Morì nel luglio del 1834, all'età di 72 anni, e venne succeduto nel titolo nobiliare dal figlio primogenito, Henry.

## Nei media
Bathurst venne impersonato da Christopher Lee nella miniserie televisiva sudafricana Shaka Zulu.

### Luoghi chiamati in onore di Bathurst
- Bathurst County, contea del Nuovo Galles del Sud, Australia
- Bathurst, città regionale del Nuovo Galles del Sud, Australia
- Bathurst Island, isola nel Northern Territory, Australia
- Bathurst Island, isola nel Nunavut, Canada
- Bathurst Street, una via di Toronto, Canada
- Bathurst, città del Nuovo Brunswick, Canada
- Bathurst, città di Eastern Cape, Sudafrica
- Bathurst, capitale del Gambia, oggi nota col nome di Banjul